# Скоморохи (Житомирская область)
Скоморохи (укр. Скоморохи) — село на Украине, находится в Житомирском районе Житомирской области.
Код КОАТУУ — 1822085902. Население по переписи 2001 года составляет 724 человека. Почтовый индекс — 12432. Телефонный код — 412. Занимает площадь 1,067 км².

## Адрес местного совета
12431, Житомирская обл., Житомирский р-н, с. Пески, ул. Октябрьская, 19; тел. 49-93-35.